# Еней і життя інших
«Еней і життя інших» — повість українського письменника Юрія Косача, написана в 1947-му році в період МУРу. Вважається одним із найзнаковіших творів українського модернізму, включена в перелік ста найкращих українських творів за версією українського ПЕН.
Написана у досить експериментальній техніці монтажу, повість, за словами Юрія Шереха, «зустріла в „офіційній“ критиці тільки лайку». Що, на його думку, доводить, що вона «влучила у багато болючих місць».

## Видання
- Еней і життя інших: Повість. 1946,  — Новий Ульм. — 1947.
- Проза про життя інших. Юрій Косач. Тексти, інтерпретації, коментарі. — Факт, 2003.
- Сузір'я лебедя. — Роман і повість. — Київ: А-БА-БА-ГА-ЛА-МА-ГА, 2017. — с. 273—387.